# Ashley Eden

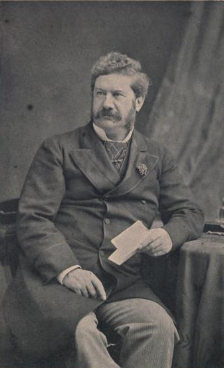
Ashley Eden

Sir Ashley Eden, född den 13 november 1831, död den 8 juli 1887, var en anglo-indisk ämbetsman. Han var son till Robert John Eden, 3:e baron Auckland, sonson till William Eden, 1:e baron Auckland och brorson till George Eden, 1:e earl av Auckland. 
Eden slöt 1861 som politisk agent i Sikkim med denna stat ett förmånligt handelsfördrag. På ett uppdrag till Bhutan 1863 tvingades han efter hot att gå med på ett ytterst ogynnsamt fördrag, vilket ej ratificerades, utan omedelbart ledde till Bhutankriget 1864–1865. Eden var sedermera regeringskommissarie i Brittiska Burma 1871–1877 och viceguvernör över Bengalen 1877–1882, där Edenkanalen i distriktet Bardwan bär vittne om hans verksamhet för hungersnödens bekämpande genom bevattningsföretag.